# Sarah Murphy
Sarah Jane Spidy Murphy (ur. 16 lutego 1988 w Banff, Kanada) – kanadyjska i nowozelandzka biathlonistka i biegaczka narciarska, uczestniczka Zimowych Igrzysk Olimpijskich 2010, pierwsza w historii nowozelandzka biathlonistka, która wystąpiła na igrzyskach olimpijskich.
Karierę biathlonową rozpoczęła w 2001 roku, a w 2008 roku po raz pierwszy wystąpiła w barwach Nowej Zelandii. Czterokrotnie uczestniczyła w mistrzostwach świata w biathlonie. Najwyższe w karierze miejsce zajęła w 2011 roku w sprincie i rok później w biegu indywidualnym. W obu przypadkach była 85. Najlepsze miejsce w Pucharze Świata w biathlonie osiągnęła w sezonie 2009/2010 w Oberhofie, kiedy to była 45. w sprincie.
W 2010 roku wystąpiła w dwóch konkurencjach biathlonowych podczas zimowych igrzysk olimpijskich w Vancouver. Jej start był pierwszym w historii nowozelandzkiego biathlonu występem w tej imprezie. Zarówno w sprincie, jak i w biegu indywidualnym na 15 kilometrów, Murphy zajęła 82. miejsce.
W 2013 roku wzięła udział także w konkurencjach biegowych na mistrzostwach świata w narciarstwie klasycznym. W biegu łączonym na 15 kilometrów zajęła 67. miejsce, a w biegu na 10 km była 80. W tym samym roku uczestniczyła także w zawodach biegowego Pucharu Świata w Davos i zajęła w nich 61. miejsce.

## Biathlon

### Igrzyska olimpijskie
| Rok  | Miejscowość | Konkurencje | Konkurencje | Konkurencje | Konkurencje | Konkurencje | Konkurencje | Konkurencje |
| Rok  | Miejscowość | IN          | SP          | PU          | MS          | RL          | MR          | SR          |
| ---- | ----------- | ----------- | ----------- | ----------- | ----------- | ----------- | ----------- | ----------- |
| 2010 | Vancouver   | 82.         | 82.         | nd.         | nd.         | –           | nd.         | nd.         |

### Mistrzostwa świata
| Rok  | Miejscowość          | Konkurencje | Konkurencje | Konkurencje | Konkurencje | Konkurencje | Konkurencje | Konkurencje |
| Rok  | Miejscowość          | IN          | SP          | PU          | MS          | RL          | MR          | SR          |
| ---- | -------------------- | ----------- | ----------- | ----------- | ----------- | ----------- | ----------- | ----------- |
| 2009 | Pjongczang           | 100.        | 100.        | nd.         | nd.         | nd.         | nd.         | –           |
| 2011 | Chanty-Mansyjsk      | 88.         | 85.         | nd.         | nd.         | nd.         | nd.         | –           |
| 2012 | Ruhpolding           | 85.         | 78.         | nd.         | nd.         | nd.         | nd.         | –           |
| 2013 | Nové Město na Moravě | 93.         | 89.         | nd.         | nd.         | nd.         | nd.         | –           |

## Biegi narciarskie

### Mistrzostwa świata
| Miejsce | Dzień     | Rok  | Miejscowość   | Konkurencja          | Czas biegu  | Strata      | Zwyciężczyni  |
| ------- | --------- | ---- | ------------- | -------------------- | ----------- | ----------- | ------------- |
| 67.     | 23 lutego | 2013 | Val di Fiemme | 15 km - bieg łączony | 41:41,8 min | +8:52,0 min | Marit Bjørgen |

### Puchar Świata

#### Miejsca w klasyfikacji generalnej
| Sezon     | Miejsce           |
| --------- | ----------------- |
| 2012/2013 | niesklasyfikowana |

#### Miejsca w poszczególnych zawodachPucharu Świata
stan po zakończeniu sezonu 2012/2013
| Sezon 2012/2013                                                       |                   |                    |                     |    |                    |                         |                      |                            |                        |                        |                        |                                |                       |                              |                             |     |                      |                           |                   |                         |                    |                       |                   |                       |                      |                      |                        |                        |                       |     |        |        |        |        |        |        |        |        |        |        |        |        |        |        |        |        |        |        |        |        |        |        |
| Gällivare 24.11 (10 km F)                                             | Ruka 30.11 (SP C) | Ruka 1.12 (5 km F) | Ruka 2.12 (10 km C) | RT | Quebec 8.12 (SP F) | Canmore 13.12 (10 km C) | Canmore 15.12 (SP F) | Canmore 16.12 (2 × 7,5 km) | Oberhof 29.12 (3 km F) | Oberhof 30.12 (9 km C) | Münstertal 1.01 (SP F) | Cortina-Toblach 3.01 (15 km F) | Toblach 4.01 (3 km C) | Val di Fiemme 5.01 (10 km C) | Val di Fiemme 6.01 (9 km F) | TdS | Liberec 12.01 (SP C) | La Clusaz 19.01 (10 km C) | Sochi 1.02 (SP F) | Sochi 2.02 (2 × 7,5 km) | Davos 16.02 (SP C) | Davos 17.02 (10 km F) | Lahti 9.03 (SP F) | Lahti 10.03 (10 km C) | Drammen 13.03 (SP C) | Oslo 17.03 (30 km F) | Sztokholm 20.03 (SP C) | Falun 22.03 (2,5 km F) | Falun 23.03 (10 km C) | FPŚ | punkty | punkty | punkty | punkty | punkty | punkty | punkty | punkty | punkty | punkty | punkty | punkty | punkty | punkty | punkty | punkty | punkty | punkty | punkty | punkty | punkty | punkty |
| -                                                                     | -                 | -                  | -                   | -  | -                  | -                       | -                    | -                          | -                      | -                      | -                      | -                              | -                     | -                            | -                           | -   | -                    | -                         | -                 | -                       | -                  | 61                    | -                 | -                     | -                    | -                    | -                      | -                      | -                     | -   | 0      | 0      | 0      | 0      | 0      | 0      | 0      | 0      | 0      | 0      | 0      | 0      | 0      | 0      | 0      | 0      | 0      | 0      | 0      | 0      | 0      | 0      |
| Legenda                                                               |                   |                    |                     |    |                    |                         |                      |                            |                        |                        |                        |                                |                       |                              |                             |     |                      |                           |                   |                         |                    |                       |                   |                       |                      |                      |                        |                        |                       |     |        |        |        |        |        |        |        |        |        |        |        |        |        |        |        |        |        |        |        |        |        |        |
| 1 2 3 4-10 11-30 31-100 wyniki anulowane - – zawodnik nie wystartował |                   |                    |                     |    |                    |                         |                      |                            |                        |                        |                        |                                |                       |                              |                             |     |                      |                           |                   |                         |                    |                       |                   |                       |                      |                      |                        |                        |                       |     |        |        |        |        |        |        |        |        |        |        |        |        |        |        |        |        |        |        |        |        |        |        |